# Iris Hockey Lambersart
L'Iris Hockey Lambersart est un club français de hockey sur gazon fondé en 1941 et basé à Lambersart, dans la banlieue de Lille. L'équipe première féminine du club évolue parmi l'Élite nationale en salle et gazon (dans le Championnat de France féminin de hockey sur gazon), tandis que l'équipe première masculine évolue parmi l’Élite nationale en salle et en gazon (dans le Championnat de France masculin de hockey sur gazon).

## Histoire
Le club est fondé sous le nom d'Iris Club Lambersart en 1941 à la suite de la fusion opérée entre l'Olympique lillois et l'Iris Club Lillois. Les hockeyeur·euses en profitent pour prendre leur indépendance.
L'Iris est un club familial qui s'adresse à tou·tes, garçons et filles, dès l'âge de 3 ans jusqu'à plus de 60 ans et qui s'est agrandi avec une équipe Hockey Fauteuil. Il est également promoteur du hockey féminin et devient le premier club féminin de la région Hauts-de-France.
L'Iris Hockey Lambersart est également le 1er club de France de hockey en salle et le 3e club de hockey français avec 370 licencié·es. Il compte notamment 18 équipes de hockey sur gazon et 21 équipes de hockey en salle ; 26 équipes masculines avec 280 joueurs et 13 équipes féminines avec 122 joueuses.

## Palmarès
Équipe féminine :
- Championnat gazon
  - Élite
    - Championnat de France
      1. Championne de France saison 2012-2013[2],[3]
      2. Championne de France saison 2014-2015[4],[5]
      3. Championne de France saison 2021-2022[6],[7]

    - EuroHockey Club Champions Challenge II
      1. Championne d'Europe saison 2015-2016[8],[9]
- Championnat salle
  - Élite
    - Championnat de France
      1. Championne de France saison 2014-2015[10],[11]
      2. Championne de France saison 2019-2020[12]
      3. Vice-championne de France saison 2021-2022[13]
      4. Vice-championne de France saison 2022-2023
      5. Championne de France saison 2023-2024[14],[15],[16]
      6. Championne de France saison 2024-2025 [17]

    - EuroHockey Indoor Club Challenge I
      1. Vice-championne d'Europe saison 2021-2022[18],[19]

  - U19
    - Championnat de France
      1. Championne de France saison 2024-2025 [20]

  - U16
    - Championnat de France
      1. Championne de France saison 2024-2025 [17],[20]

  - U14
    - Championnat de France
      1. Championne de France saison 2024-2025 [21],[20]

Équipe masculine :
- Championnat salle
  - Élite
    1. Vice-championne de France saison 2024-2025 [17]